# Tabit Ibrahim
Tabit Ibrahim ibn Sinan Kora, arabski matematik, * 908, † 946. 
Ibrahim je bil vnuk ibn Kore. Hotel je dokazati Evklidov 5. postulat (aksiom o vzporednici) in napisati knjigo o tem kako se srečata dve premici, ki potekata pod kotoma manjšima od pravih. V delu O merjenju presečnice stožca imenovane parabola je uporabil postopek integralskih vsot. Mejni prehod je izvedel zelo natančno. Ta njegova kvadratura parabole je najenostavnejša od vseh kvadratur, ki so jih izdelali pred integralskim računom. Kolikor je poznano ni poznal Arhimedovega dela in je neodvisno od njega odkril mnoge rezultate.